# Élections législatives santoméennes de 1994
Les élections législatives santoméennes de 1994 se déroulent le 2 octobre 1994 à Sao Tomé-et-Principe.
Le résultat est une victoire du parti d'opposition, le Mouvement pour la libération de Sao Tomé-et-Principe – Parti social-démocrate, obtenant 27 sièges sur 55 à l'Assemblée nationale. Le taux de participation est de seulement 52,1 %, soit une baisse de 25 points par rapport aux élections de 1991.

## Contexte
Au début de l'année 1994, les relations entre le gouvernement et la présidence ont commencé à se détériorer. En avril, le Président Miguel Trovoada se désolidarise publiquement de la politique gouvernementale. En juin, la tension politique augmente lorsque le Parti de convergence démocratique - Groupe de réflexion (PCD-GR) accuse Trovoada d'obstruction systématique au programme du gouvernement. Le même mois, les partis d'opposition demandent au Président de révoquer le gouvernement et de nommer des vérificateurs étrangers pour enquêter sur la gestion des fonds publics.
Le 2 juillet 1994, Miguel Trovoada a révoque le gouvernement de Norberto Costa Alegre en invoquant un « conflit institutionnel » pour justifier sa décision. En outre, le Président accuse le parti au pouvoir d'ignorer ses vetos et de tenter de remplacer le système semi-présidentiel par un régime parlementaire sans pouvoirs exécutifs pour le chef de l'État. Le 4 juillet, il nomme Evaristo Carvalho, ministre de la Défense et de la Sécurité du gouvernement sortant, Premier ministre. Le PCD-GR refuse de participer au nouveau gouvernement et exclut Carvalho du parti. Un gouvernement intérimaire, composé de huit ministres, prend ses fonctions le 9 juillet. Le lendemain, pour tenter de résoudre la crise politique, Trovoada dissout l'Assemblée nationale et annonce la tenue de nouvelles élections législatives le 2 octobre.

## Résultats
| Parti | Parti                                                                         | Voix   | %     | Sièges | +/-           |
| ----- | ----------------------------------------------------------------------------- | ------ | ----- | ------ | ------------- |
|       | Mouvement pour la libération de Sao Tomé-et-Principe – Parti social-démocrate | 10 782 | 42,53 | 27     | 6             |
|       | Action démocratique indépendante                                              | 6 660  | 26,27 | 14     | Nv.           |
|       | Parti de convergence démocratique - Groupe de réflexion                       | 6 235  | 24,59 | 14     | 19            |
|       | Coalition démocratique de l'opposition                                        | 1 152  | 4,5   | 0      | 1             |
|       | Alliance populaire                                                            | 342    | 1,4   | 0      | Nv.           |
|       | Front chrétien-démocrate (en)                                                 | 181    | 0,7   | 0      | en stagnation |
|       | Blancs/Nuls                                                                   | 3 748  |       |        |               |
|       | Total                                                                         | 29 100 | 100   | 55     |               |